# マルコス・ヴィニシウス・アマラウ・アウヴェス
マルコン（Marcão）ことマルコス・ヴィニシウス・アマラウ・アウヴェス（ポルトガル語: Marcos Vinicius Amaral Alves、1994年6月17日 - ）は、ブラジルのサッカー選手。武漢三鎮所属。ポジションはFW。
Kリーグ時代の登録名はマルコン（ハングル: 말컹）。

## クラブ歴
サンパウロに生まれ、12歳の時にサンパウロFCの下部組織に加入したが、サッカーに飽きて6ヶ月で退団。その後はバスケットボールをしていた。17歳の時にイトゥアーノFCの公募に合格し再びサッカーを始めた。イトゥアーノでトップチームに昇格、SERCグアラニ、CAブラガンチーノへ期限付き移籍した。
2016年12月20日に1年の期限付き移籍でKリーグチャレンジの慶南FCに移籍。2017年5月17日に3年契約で完全移籍した。32試合で22得点をあげて昇格に貢献、同年のKリーグチャレンジの得点王、最優秀選手、ベストイレブンのタイトルを総取りした。2018年3月4日に行われたKリーグクラシックデビュー戦でもハットトリックを決め、同年もリーグレベルが上がったにも関わらず31試合26得点の大活躍、Kリーグクラシックの得点王、最優秀選手、ベストイレブンのタイトルを総取りした。
2019年2月21日に中国サッカー・スーパーリーグの河北華夏幸福足球倶楽部に530万ユーロで完全移籍。